# KES構法
KES構法（けすこうほう）とは、木造軸組構法に採用されている「接合金物工法」の中で、日本で初めて開発されたといわれる工法。

## 概要
KES構法は、1974年に株式会社シェルター（山形県山形市）を営む木村一義が開発した。木材と木材をつなぐ金具の工夫で、木の強さを引き出す工法である。阪神・淡路大震災では、神戸市のある地域は壊滅的な被害を受けたが、KES構法でつくった３階建ての木造家屋は残った。
伝統的な木造建築は木材の端部を加工して接合する仕口や継手などが使用されているが、KES構法は接合部に金物を用いることで木材の欠損を抑え、耐震性を高めている。KES構法の金物には独自の形状である「引っかけ」と「梁受け」と呼ばれる部分があり、強度や施工性を向上させている。基礎については、柱を直接基礎と接合させている。これは神社仏閣の柱の建て方を参考にしており、地震力を分散させて倒壊を防いでいる。